# Sitio Anza Borrego-Spit Mountain, S-3
El Sitio Anza Borrego-Spit Mountain, S-3  es un sitio histórico ubicado en Borrego Springs en el estado estadounidense de California. Sitio Anza Borrego-Spit Mountain, S-3 se encuentra inscrito  en el Registro Nacional de Lugares Históricos desde el 5 de febrero de 1985.

## Ubicación
Sitio Anza Borrego-Spit Mountain, S-3 se encuentra dentro del condado de San Diego en las coordenadas 33°16′47″N 117°11′37″O / 33.279722, -117.193611.